# Kapuzinerberg
Der Kapuzinerberg ist ein Stadtberg in Salzburg (Österreich), der sich östlich der Salzach, also rechtsufrig erhebt. Gegenüber liegen linksufrig Mönchsberg, Rainberg und Festungsberg mit der Festung Hohensalzburg. Die höchste Stelle des Berges liegt auf 636 m ü. A., er erhebt sich etwa 200 Meter über das Stadtniveau. Der frühere Name des Kapuzinerbergs war Imberg, was heute vorrangig seinen stadtseitigen Vorberg bezeichnet.

## Kulturgeschichte
Auf dem Kapuzinerberg befindet sich ein Kloster der Kapuziner, das von 1599 bis 1605 aus einem umgebauten Wehrbau des Mittelalters (Trompeterschlösschen) erbaut wurde. Auf dem Weg von der Linzergasse zum Kloster befinden sich elf Kalvarienbergkapellen und zwei weitere Kapellen, die zwischen 1736 und 1744 erbaut worden waren, im franziskanischen Geist von den Kapuzinern initiiert. Hier befindet sich unweit des Klosters der Wehrturm der Felixpforte, eine Bronzebüste von Wolfgang Amadeus Mozart aus dem Jahre 1877 und das alte Paschinger Schlössl, bekannt als ehemaliges Wohnhaus von Stefan Zweig, seiner Frau Frederike und den beiden Stieftöchtern in der Zwischenkriegszeit.

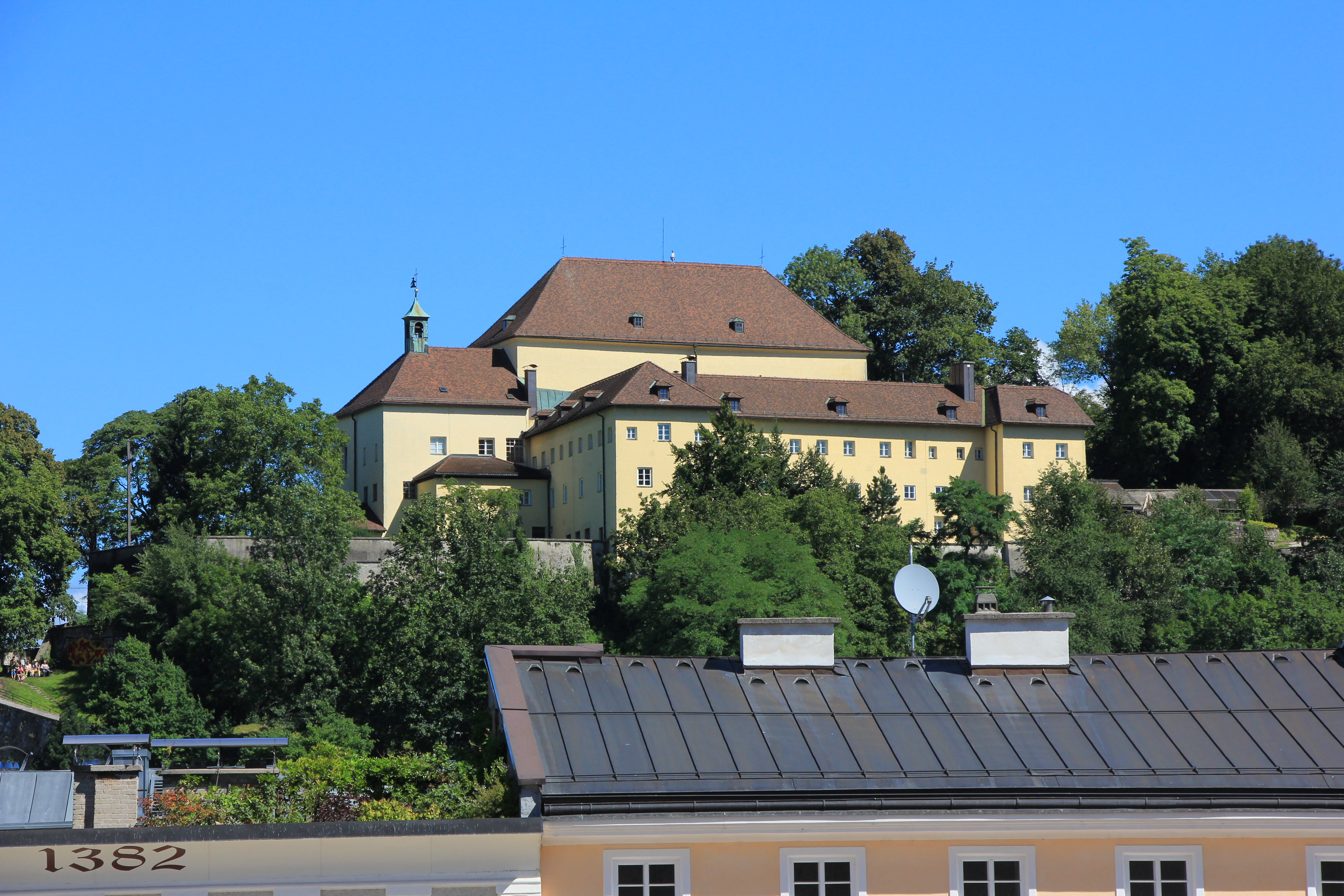
Blick auf das Kapuzinerkloster
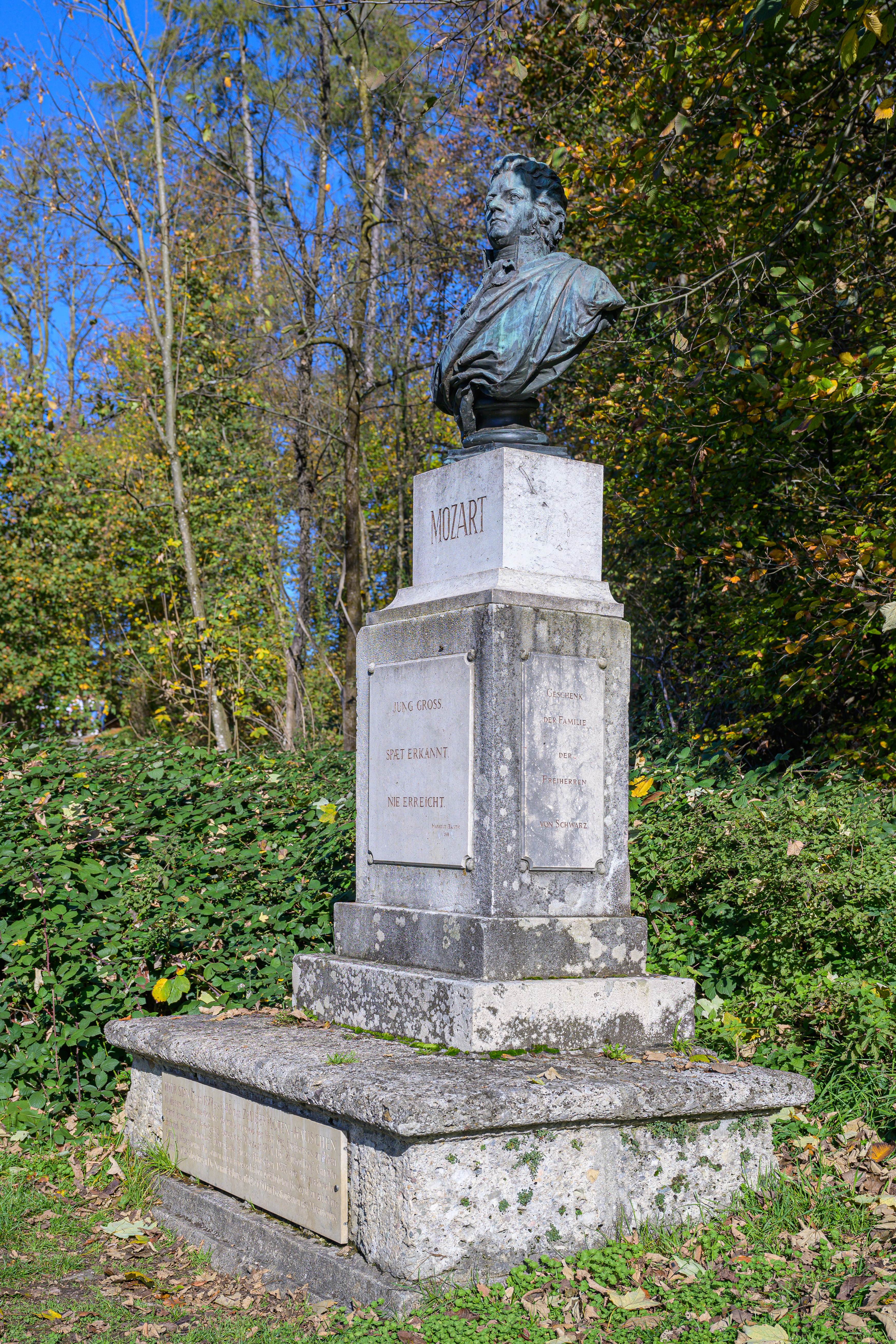
Mozart-Büste
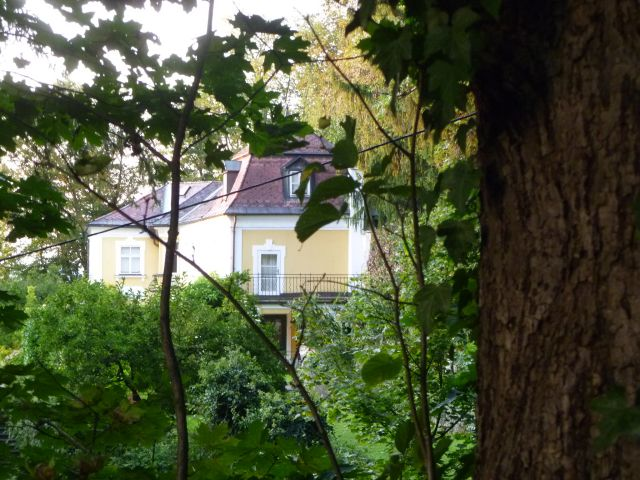
Paschinger Schlössl

Die Hettwerbastei im Westen sicherte den Raum über dem alten Steintor, drei hochgelegene Wehrplattformen – der große Linzertor-Kavalier, der kleine Linzertor-Kavalier und die beiden Gnigler Kavaliere im Norden und Nordosten – sicherten den Raum über der Linzer Straße und über dem Talraum von Gnigl. Heute sind die Kavaliere wichtige Aussichtsorte. Die langen, auf skarpierten Felsen aufgesetzten Wehrmauern mit ihren Wächterhäuschen („Auslug“) im Süden und Südosten des Berges sicherten den Berg über der Steingasse. Die Wehrbauten sind zum größeren Teil gut erhalten. Auf der Kuppe des Berges steht das über eine Zugbrücke erreichbare schmucke Franziskischlössl, das heute als kleines Gasthaus genutzt wird. Diese Wehrbauten stammen (außer der kurzen Wehrmauer beim Franziskustor nächst der Linzergasse, die im späten 13. Jahrhundert errichtet wurde) sämtlich aus der Zeit des Fürsterzbischofs Paris Lodron und des Dreißigjährigen Krieges.

## Natur und Erholung
Der Kapuzinerberg ist über die Imbergstiege von der Steingasse aus, von der Franziskuspforte der Linzergasse oder von einem Fußweg hinter dem Einkaufszentrum „Im Berg“ in der Fürbergstraße aus erreichbar. Er bietet reizvolle Spaziermöglichkeiten entlang der Wanderwege, vor allem entlang des „Basteiweges“, der nächst den Befestigungsmauern im Süden und Osten des Berges verläuft. Er beginnt an der Hettwerbastei unterhalb des Kapuzinerklosters und endet beim Franziskischlössl. Bemerkenswert sind auch die verschiedenen Aussichtspunkte auf die Salzburger Altstadt. Am Kapuzinerberg befinden sich auch der Kleine und der Große Linzertor-Kavalier aus der Zeit Paris Lodrons. Der Kleine Linzertor-Kavalier wird (außerhalb der Brutzeit der dort im Fels brütenden Vögel) als Klettersteig „City Wall“ mit den Schwierigkeitsstufen A bis E genutzt.
Der Berg ist mit seinen Waldflächen eine „Grüne Lunge“ Salzburgs. Biologische Besonderheiten des Berges sind verschiedene seltene alpine Pflanzen und Tiere in den kalten unzugänglichen Nordfelsen (etwa Alpenaurikel und Almrausch). Auch der Kolkrabe brütet in den schroffen Kalkfelsen. Der Berg ist seit 1973 als Landschaftsschutzgebiet Kapuzinerberg ausgewiesen.
Auf dem Kapuzinerberg lebt eine Kolonie von etwa 12 bis 15 Gämsen, die vom Stadtförster ganzjährig gefüttert werden. 2022 wurde eine zwei Jahre alte, besenderte Geiß aus dem Zoo Salzburg (geboren im Zoo Karlsruhe) als genetische Auffrischung eingebracht. Die kleine Population geht auf einen Gamsbock zurück, der sich 1948 hierher verirrt hat, und eine eingebrachte Geiß aus der Steiermark.

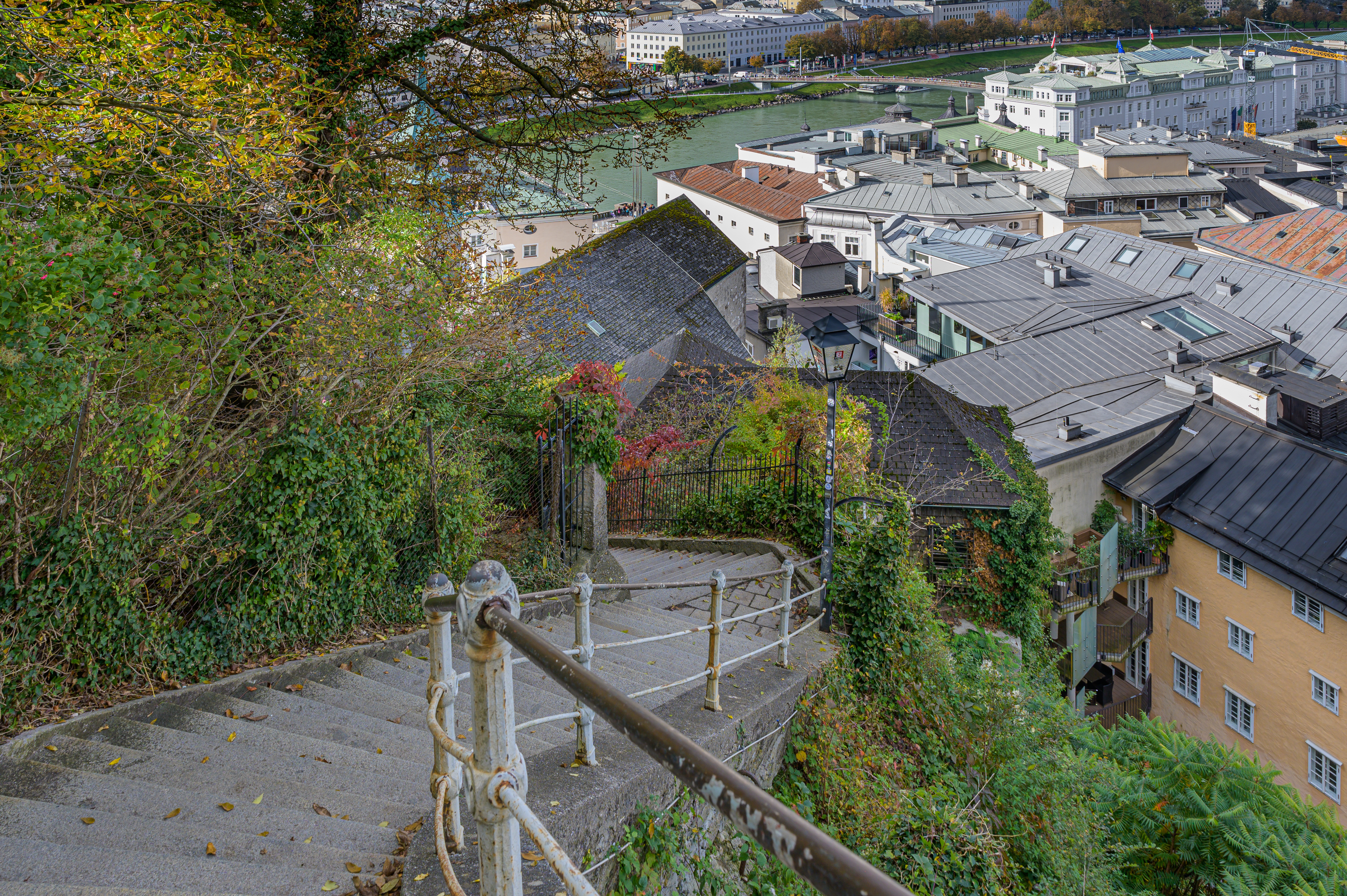
Imbergstiege als Zugang zum Kapuzinerberg
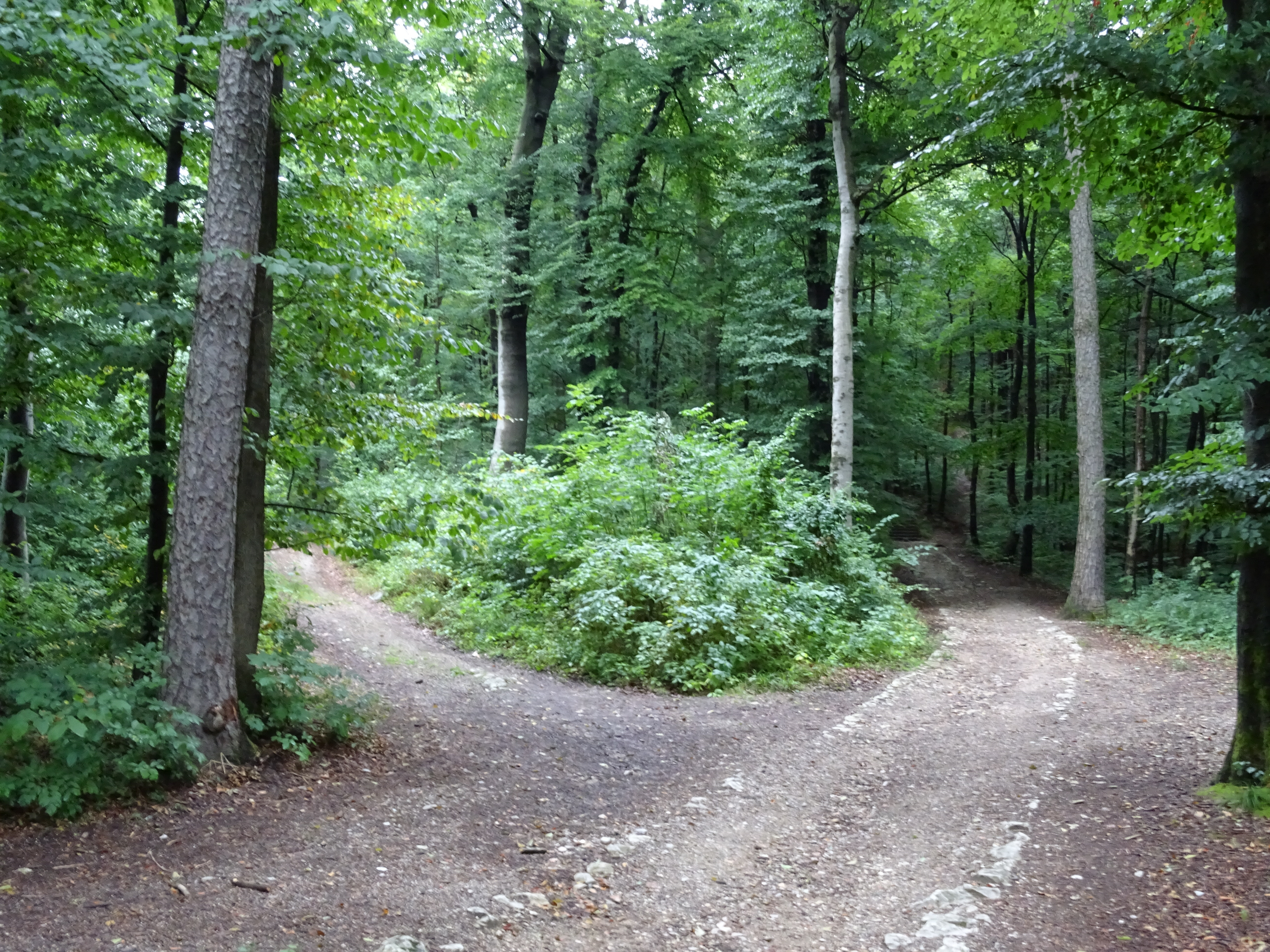
Waldwege auf dem Kapuzinerberg
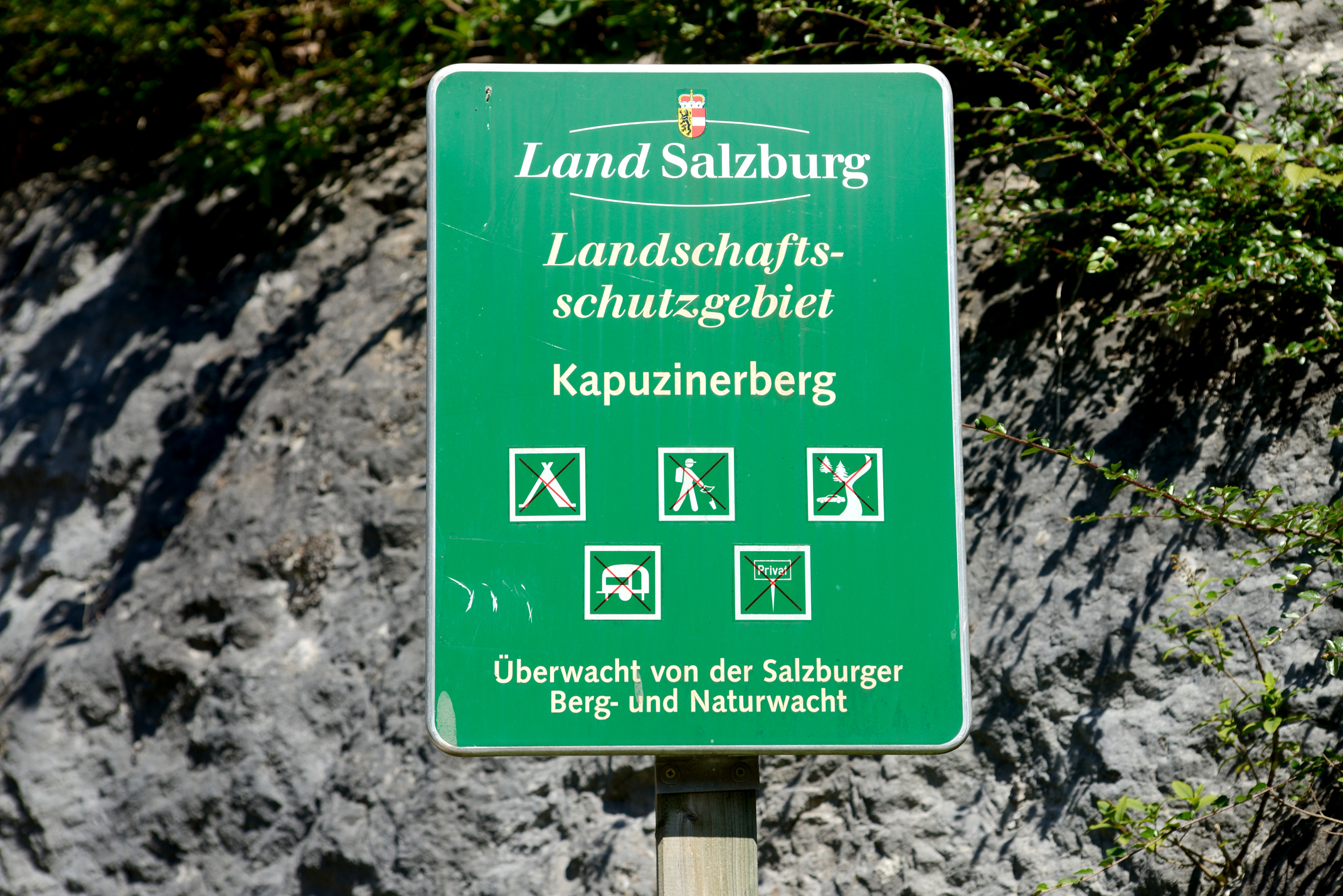
Landschaftsschutzgebiet Kapuzinerberg seit 1973

## Technische Anlagen

### Trinkwasser-Hochbehälter

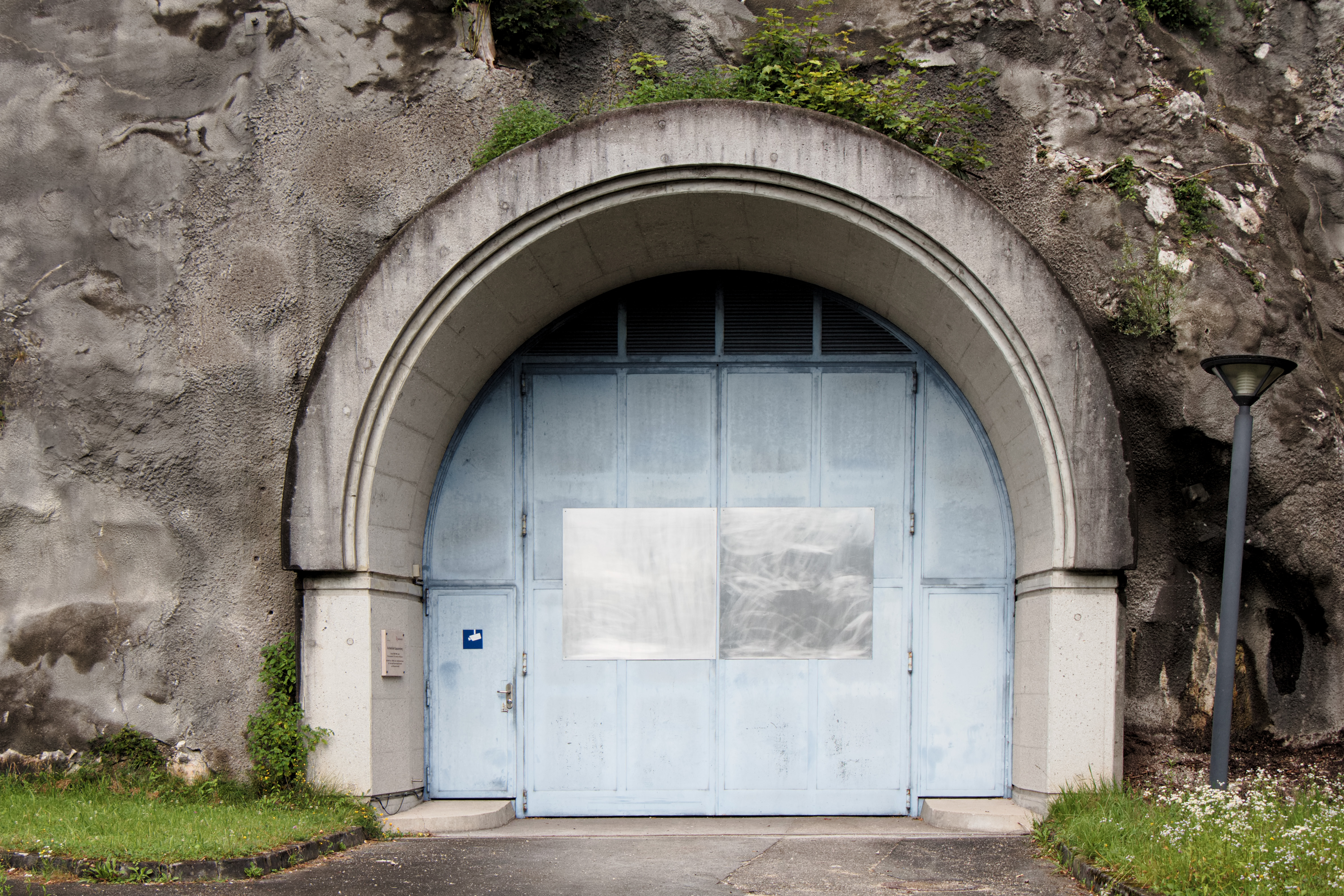
Eingang zum Trinkwasser-Hochbehälter der Salzburg AG

Im Kapuzinerberg befinden sich mehrere Trinkwasser-Hochbehälter. Einer davon ist beim Kleinen Linzertor-Kavalier an der Nordwestkante zu finden und ein anderer im Osten mit einem Eingang bei der Fürbergstrasse.

### Garagierung

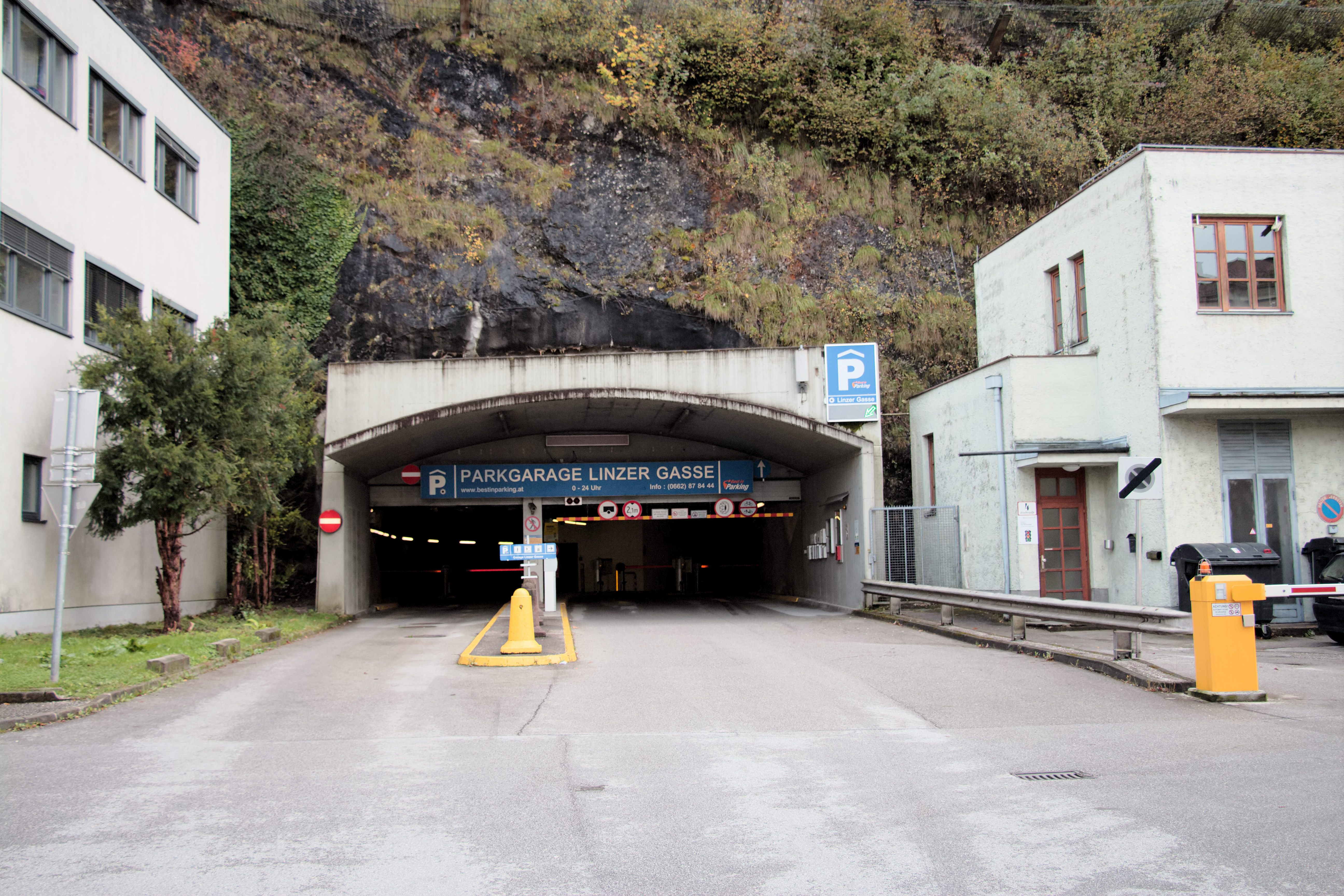
Parkgarage Linzer Gasse

Im November 1994 wurde die öffentliche Parkgarage Linzer Gasse in Betrieb genommen. Sie befindet sich am südwestlichen Rand des Kapuzinerberges und bietet auf einer Länge von rund 100 Metern Platz für 400 Pkw die über zwei Fahrgassen erschlossen werden. Die Zufahrt liegt am südöstlichen Ende der Auerspergstraße am Fuße des Kapuzinerberges.
Wolfgang Porsche, der 2020 das Paschinger Schlössl (Stefan-Zweig-Villa) erwarb, plant den Bau einer privaten Garage im Kapuzinerberg unterhalb des Hauses. Diese soll über einen etwa 500 Meter langen Zufahrtstunnel von der Einfahrt der Parkgarage Linzer Gasse aus erschlossen werden. Umstritten ist die freihändig entschiedene Abgeltung der Dienstbarkeit des Bergbesitzers Stadt Salzburg mit einer Einmalzahlung von 40.000 €.